# Marcus Gualtherus
Wolfgang Marcus Gualtherus, latinisiert aus Walther, (* vermutlich um 1580 in Weinheim; begraben am 22. April 1642 in Friedrichstadt) war Rektor in Kampen und als Glaubensflüchtling Stadtsekretär in Friedrichstadt.

## Leben und Wirken

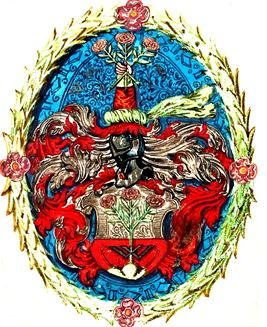
Wappen des Wolfgang Marcus Gualtherus aus Weinheim, Zeichnung in seinem Stammbuch (1600)

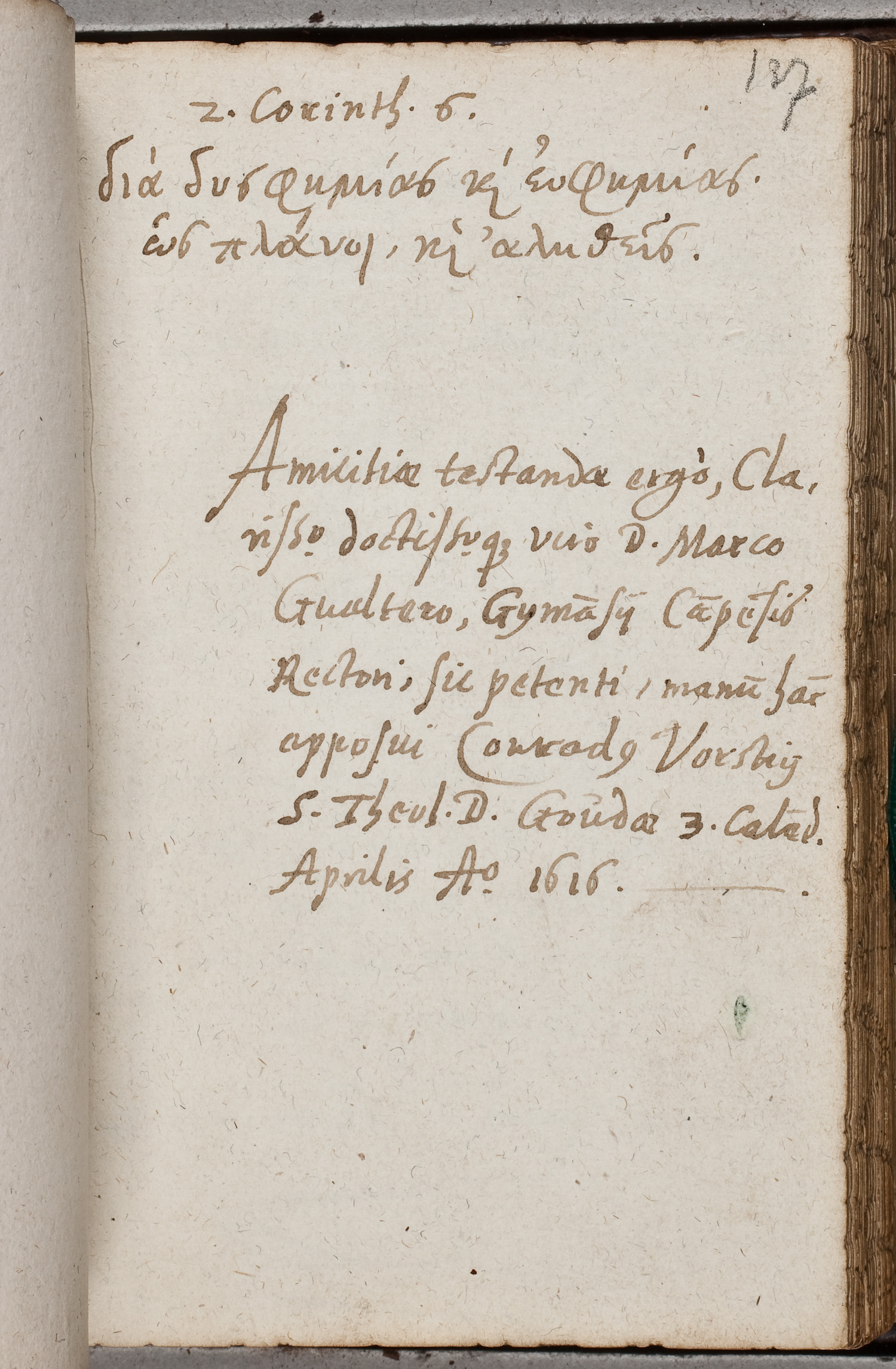
Eintrag von Konrad von der Vorst im Stammbuch Gualtherus. Vorst verstarb 1622 in der Emigration in Tönning.

Wolfgang Marcus Gualtherus war ein Sohn von Franciscus Walter. Der Name seiner Mutter ist nicht bekannt. Am 20. April 1593 wurde er unter die Stipendiaten des Gymnasiums in Hornbach aufgenommen. Seit Ende 1598 lässt er sich in Heidelberg nachweisen. Am 11. Dezember 1599 wurde er an der Universität Heidelberg zum Baccalaureus Artium promoviert. Gemäß den Eintragungen in seinem Stammbuch studierte er bis zum Herbst 1602 an der Heidelberger Universität, vermutlich das Fach Theologie. 1604 lebte er nachweislich erstmals in Kampen. Am 7. Oktober 1604 erhielt er eine Stelle als Konrektor der dortigen Lateinschule. 1606 wurde er zum Rektor der Schule befördert.
Im April 1608 heiratete Gualtherus in Vollenhove Aeltjen (Aelke, Aleijda) Wolfsen (getauft am 8. August 1583 in Zwolle), die 1639 noch lebte. Sie war eine Tochter des Rentmeisters Johan Wolfsen und dessen Ehefrau Helena Vos. Das Ehepaar Gualtherus hatte sechs Kinder. Aufgrund des hohen Ansehens des Familienvaters schenkte der Magistrat von Kampen der gesamten Familie 1617 das Bürgerrecht.
Gualtherus führte als Remonstrant unter anderem mit seinem Kommilitonen Johannes Urbanus eine schriftliche Auseinandersetzung über die Prädestination. Die Gemeinde von Kampen, die seinerzeit als Hochburg der Remonstranten galt, wählte ihn 1617 zum Gemeindeältesten. Als solcher besuchte er 1618 die Provinzialsynode in Vollenhove. Nachdem sich die Kontraremonstranten bei der Dordrechter Synode durchgesetzt hatten, musste Gualtherus im August 1619 die kirchlichen Ämter abgeben. Ende desselben Jahres wurde er, gegen den Willen der Einwohner, auch als Rektor der Schule entlassen. Er lebte danach anfangs weiter in Kampen, geriet aber 1621 in Gefangenschaft. Der Grund hierfür war ein Umsturz der Regierung Kampens aufgrund wohl zutreffender Anschuldigungen, heimliche Kontakte zu den verbannten Remonstrantenführern Johan Uyttenbogaert, Conrad Vorstius und Simon Episcopius unterhalten zu haben. Aufgrund vermeintlicher Gotteslästerung musste Gualtherus die Stadt verlassen.
Gualtherus zog daraufhin nach Elburg. Der Kamper Magistrat übte weiterhin Druck auf ihn aus, konnte jedoch nicht verhindern, dass er für längere Zeit dort zurückgezogen lebte. Er versuchte erfolglos, an seine in Kampen konfiszierten Papiere zu bekommen und lebte im Juni 1622 in Hoorn. Kurze Zeit später zog er nach Friedrichstadt, das 1621 als Freistadt, insbesondere für Remonstranten, gegründet worden war. Bei der Beerdigung Conrad Vorstius’, der wie er nach der Dordrechter Synode ins Herzogtum Schleswig-Holstein-Gottorf emigriert war, hielt er die Grabrede. Über dessen Grab wurde die Remonstrantenkirche Friedrichstadt errichtet.
Gualtherus wurde zum Rektor der vermutlich nicht großen Lateinschule von Friedrichstadt ernannt und bekam am 29. Juli 1624 eine erste Gehaltszahlung. Er vertrat ein Konsortium, das ein Stück Vorland der Insel Nordstrand eindeichen wollte. Herzog Friedrich III. überließ Gualtherus die Fläche für einen höheren Geldbetrag. Das Vorhaben wurde jedoch nie realisiert. Am 4. April 1625 wurde Gualtherus Stadt- und Gerichtssekretär von Friedrichstadt. Darüber hinaus leitete er weiterhin die Lateinschule. Am 23. Juli 1628 übernahm er auch das Postmeisteramt und die Abfertigung der Boten nach Hamburg.
Im Juni 1631 trat in Friedrichstadt ein Magistrat in Kraft. Gualtherus sollte danach den Entwurf eines Stadtrechts erstellen. Er sollte dabei niederländisches und einheimisches Recht kombinieren. Der Grund hierfür waren Zugeständnisse an die weitestgehend niederländischen Siedler, dass in Friedrichstadt das ihnen vertraute Recht Anwendung fand. Gualtherus stellte im Oktober 1631 eine erste Fassung in hochdeutscher Sprache vor, die die herzogliche Kanzlei überarbeiten und bestätigen sollte. Das von Gualtherus erarbeitete Stadtrecht wurde am 22. März 1633 wirksam und erschien 1635 in gedruckter Form in einer niederländischen Version. Es handelte sich um die umfangreichste Kodifikation eines Stadtrechts der Herzogtümer mit dem kompletten Zivil-, Handels-, Straf- und Verfahrensrecht und dem städtischen Verfassungs- und Verwaltungsrecht. Im Vergleich zu zahlreichen Gesetzestexten dieser Zeit, bei denen der Autor nicht genannt wird, bietet das von Gualtherus bekannte Werk die Möglichkeit, seine Arbeitsschritte aufgrund seiner Quellenangaben detailliert nachzuverfolgen. Er verwendete die Stadtrechte von Amsterdam, Leiden, Lübeck, Hamburg und Husum, die Rechtsprechung der provisorischen Regierung Friedrichstadts, Literatur des Römischen Rechts und zahlreiche weitere juristische Literatur.
Gualtherus’ Sohn Johannes folgte 1642 auf seinen Vater im Amt und starb 1652.

## Werke
- Album Amicorum, Manuskript, mit Einträgen aus den Jahren 1593–1624 und 1649. Das Stammbuch, umfassend 194 Einträge mit 23 farbigen Wappenzeichnungen, gelangte im Jahr 1937 durch Ankauf aus dem Antiquariatshandel in die Königliche Bibliothek der Niederlande, Signatur 133 L 8
- De Vita Et Obitu Reverendi, Clarissimi & doctissimi viri, Dn. Conradi Vorstii SS. Theologiae Doctoris, qui pie & placide expiravit Tonningae, 29 Septemb: Anni 1622. & postridie Calend. Octobr. honorifice in nova Holsatiae Fridericopoli terrae mandatus est. 1624
- Policy Gerichts-Ordeninghe Ende Stadts-recht: Het welcke Van Godes genaden, wy Frederick, Erve tot Norwegen, Hertogh tot Sleyswigh, Holsteyn, Stormarn ende der Ditmarschen, Grave tot Oldenborgh ende Delmenhorst, &c. Onse Stadt Fredericks-Stadt, na rijpe overweginge van saecken in genaden gegeven, ende geconfirmeert hebben ; [Ghegeven op onser Slot Gottorp, den 20. Martii: Anno 1633.] 1635. Digitalisat der Herzog August Bibliothek